# 34. Division (Deutsches Kaiserreich)
Die 34. Division, für die Dauer des mobilen Verhältnisses auch als 34. Infanterie-Division bezeichnet, war ein Großverband der Preußischen Armee.

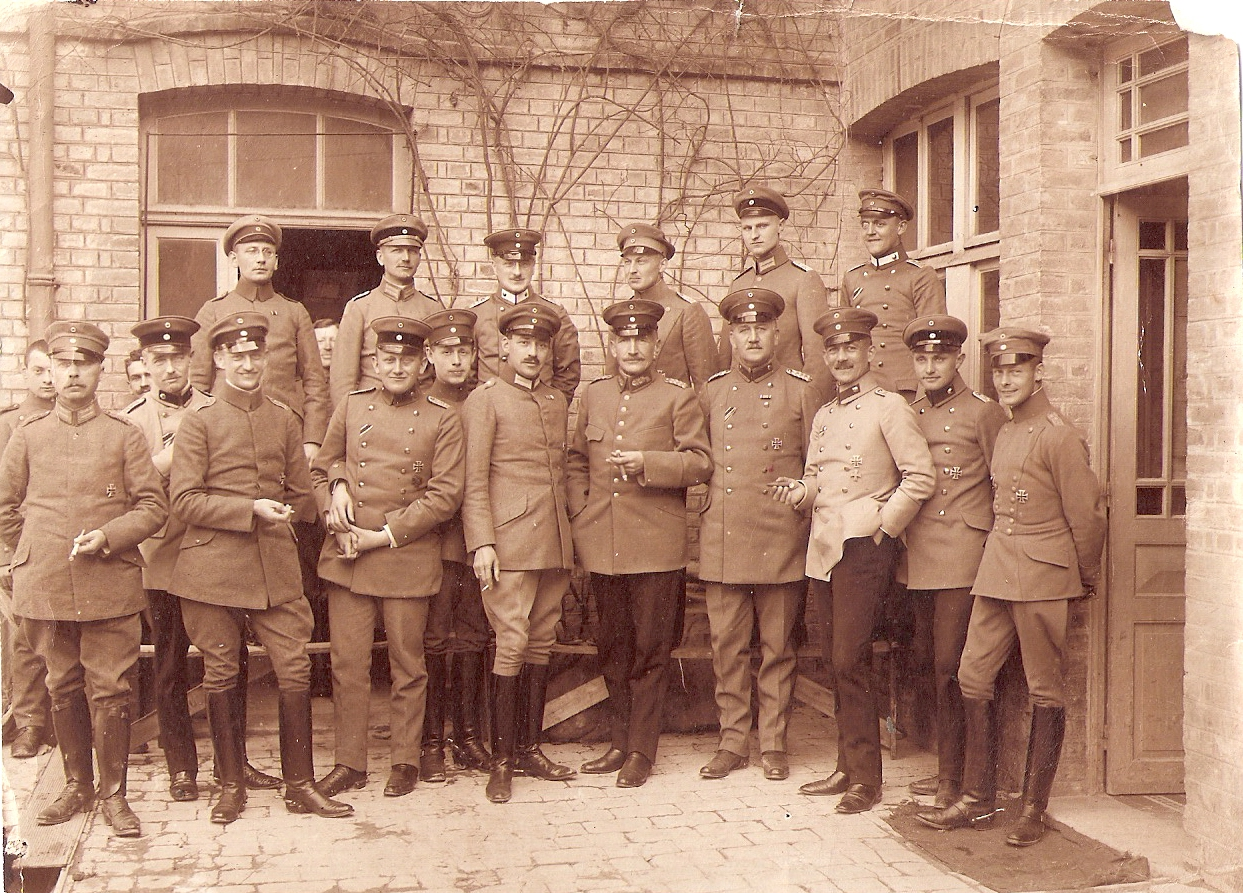
Divisionsstab im Frühjahr 1917

## Gliederung

### Friedensgliederung 1914
- 68. Infanterie-Brigade in Metz
  - 4. Magdeburgisches Infanterie-Regiment Nr. 67 in Metz
  - Königs-Infanterie-Regiment (6. Lothringisches) Nr. 145 in Metz
- 86. Infanterie-Brigade in Saarlouis
  - Infanterie-Regiment „Graf Werder“ (4. Rheinisches) Nr. 30 in Saarlouis
  - 9. Lothringisches Infanterie-Regiment Nr. 173 in St. Avold und Metz
- 34. Kavallerie-Brigade in St. Avold
  - 2. Hannoversches Ulanen-Regiment Nr. 14 in St. Avold und Mörchingen
  - Jäger-Regiment zu Pferde Nr. 12 in St. Avold
- 45. Kavallerie-Brigade in Saarlouis
  - Husaren-Regiment „König Humbert von Italien“ (1. Kurhessisches) Nr. 13 in Diedenhofen
  - Jäger-Regiment zu Pferde Nr. 13 in Saarlouis
- 34. Feldartillerie-Brigade in St. Avold
  - 3. Lothringisches Feldartillerie-Regiment Nr. 69 St. Avold
  - 4. Lothringisches Feldartillerie-Regiment Nr. 70 Metz (I. Abtl.); Saarlouis (II.Abt./vorl. Bitsch-Truppenübungsplatz)

### Kriegsgliederung bei Mobilmachung 1914
- 68. Infanterie-Brigade
  - 4. Magdeburgisches Infanterie-Regiment Nr. 67
  - Königs-Infanterie-Regiment (6. Lothringisches) Nr. 145
- 86. Infanterie-Brigade in Saarlouis
  - Infanterie-Regiment „Graf Werder“ (4. Rheinisches) Nr. 30
  - 9. Lothringisches Infanterie-Regiment Nr. 173
- 2. Hannoversches Ulanen-Regiment Nr. 14
- 34. Feldartillerie-Brigade
  - 3. Lothringisches Feldartillerie-Regiment Nr. 69
  - 4. Lothringisches Feldartillerie-Regiment Nr. 70
- 3. Kompanie/1. Lothringisches Pionier-Bataillon Nr. 16

### Kriegsgliederung vom 19. Juni 1918
- 68. Infanterie-Brigade
  - Infanterie-Regiment „Graf Werder“ (4. Rheinisches) Nr. 30
  - 4. Magdeburgisches Infanterie-Regiment Nr. 67
  - Königs-Infanterie-Regiment (6. Lothringisches) Nr. 145
  - MG-Scharfschützen-Abteilung Nr. 44
  - 5. Eskadron/Jäger-Regiment zu Pferde Nr. 12
- Artillerie-Kommandeur Nr. 34
  - 4. Lothringisches Feldartillerie-Regiment Nr. 70
  - III. Bataillon/Fußartillerie-Regiment „von Dieskau“ (Schlesisches) Nr. 6
- Pionier-Bataillon Nr. 132
- Divisions-Nachrichten-Kommandeur Nr. 34

## Geschichte
Der Großverband wurde am 1. April 1890 errichtet, hatte sein Kommando bis 1918 in der Festung Metz und war Teil des XVI. Armee-Korps.

### Erster Weltkrieg
Während des Ersten Weltkriegs war die Division ausschließlich an der Westfront im Einsatz.

### Gefechtskalender

#### 1914
- 31. Juli bis 16. August – Grenzschutz gegen Frankreich (Teile der Division)
- 22. bis 27. August – Schlacht bei Longwy-Longuyon und am Othain-Abschnitt
- 28. August bis 1. September – Schlacht um die Maasübergänge
- 02. bis 3. September – Schlacht bei Varennes-Montfaucon (1. Schlacht bei Varennes)
- 04. bis 5. September – Verfolgung westlich Verdun und durch die Argonnen
- 06. bis 12. September – Schlacht bei Vaubecourt-Fleury (Vaubecourt-Sommaisne)
- 17. bis 24. September – Schlacht bei Varennes (2. Schlacht bei Varennes)
- ab 25. September – Kampf im Argonner-Wald

#### 1915
- Kampf im Argonner-Wald

#### 1916
- bis 20. August – Kampf im Argonner-Wald
- 21. August bis 9. September – Schlacht bei Verdun
  - 21. August bis 9. September – Kämpfe um Zwischenwerk Thiaumont
- 09. September bis 28. Oktober – Stellungskämpfe um Verdun
- 06. November bis 5. Dezember – Stellungskämpfe in den mittleren Vogesen
- ab 7. Dezember – Reserve der OHL

#### 1917
- bis 3. Februar – Reserve der OHL
- 04. Februar bis 9. März – Stellungskämpfe in den Argonnen
- 16. April bis 27. Mai – Doppelschlacht Aisne-Champagne
- 28. Mai bis  22. Juli – Stellungskämpfe bei Reims
- 10. bis 28. August – Schlacht in Flandern
- 13. September bis 26. Oktober – Stellungskämpfe zwischen Maas und Mosel: bei Richecourt, Seicheprey und Flirey
- 21. bis 29. November – Tankschlacht bei Cambrai
- 30. November bis 7. Dezember – Angriffsschlacht bei Cambrai

#### 1918
- 09. Januar bis 7. März – Stellungskämpfe nördlich der Ailette
- 07. bis 20. März – Ausbildung und Vorbereitung auf die Große Schlacht in Frankreich
- 21. März bis 6. April – Große Schlacht in Frankreich
  - 21. bis 22. März – Durchbruchsschlacht bei St. Quentin-La Fère
  - 23. bis 24. März – Kämpfe beim Übergang über die Somme und den Crozat-Kanal zwischen St. Christ und Tergnier
  - 25. bis 31. März – Verfolgungskämpfe bis Montdidier-Noyon
- 07. April bis 20. Mai – Kämpfe bei Noyon
- 27. Mai bis 13. Juni – Schlacht bei Soissons und Reims
- 28. Mai bis 1. Juni – Verfolgungskämpfe zwischen Oise und Aisne und über die Vesle bis zur Marne
- 30. Mai bis 13. Juni – Angriffskämpfe westlich und südwestlich von Soissons
- 14. Juni bis 4. Juli – Stellungskämpfe an der Aisne
- 18. bis 25. Juli – Abwehrschlacht zwischen Soissons und Reims
- 20. August bis 4. September – Abwehrschlacht zwischen Oise und Aisne
- 04. bis 18. September – Kämpfe vor der Siegfriedfront
- 19. September bis 9. Oktober – Abwehrschlacht zwischen Cambrai und St. Quentin
- 10. Oktober bis 4. November – Kämpfe vor und in der Hermannstellung
  - 4. November – Schlacht bei Guise
- 05. bis 11. November – Rückzugskämpfe vor der Antwerpen-Maas-Stellung
- 12. November bis 22. Dezember – Räumung des besetzten Gebietes und Marsch in die Heimat

## Kommandeure
| Dienstgrad      | Name                              | Datum                                                       |
| --------------- | --------------------------------- | ----------------------------------------------------------- |
| Generalleutnant | Konrad von Bartenwerffer          | 01. April 1890 bis 13. Februar 1893                         |
| Generalmajor    | Maximilian von Buch               | 14. Februar bis 17. April 1893 (mit der Führung beauftragt) |
| Generalleutnant | Maximilian von Buch               | 18. April 1893 bis 9. September 1897                        |
| Generalleutnant | Bernhard Morsbach                 | 10. September 1897 bis 8. Oktober 1900                      |
| Generalleutnant | Heinrich XIX. Prinz von Reuss     | 18. Oktober 1900 bis 1. März 1903                           |
| Generalleutnant | Karl von Hochwächter              | 02. März 1903 bis 30. April 1904                            |
| Generalleutnant | Wilhelm von Uslar                 | 01. Mai 1904 bis 3. April 1907                              |
| Generalleutnant | Kurt von Uechtritz und Steinkirch | 04. April 1907 bis 5. März 1909                             |
| Generalmajor    | Adolf Franke                      | 06. März bis 19. April 1909 (mit der Führung beauftragt)    |
| Generalleutnant | Adolf Franke                      | 20. April 1909 bis 7. Februar 1912                          |
| Generalleutnant | Theodor Claassen                  | 08. Februar 1912 bis 23. Dezember 1913                      |
| Generalleutnant | Walter von Heinemann              | 06. Januar 1914 bis 24. April 1916                          |
| Generalmajor    | Fritz von Unger                   | 25. April bis 5. August 1916                                |
| Generalmajor    | Hugo Schmiedecke                  | 06. August bis 13. Oktober 1916                             |
| Generalmajor    | Theodor Teetzmann                 | 14. Oktober 1916 bis Februar 1919                           |